# Chef des Protokolls des MfAA
Der Chef des Protokolls des MfAA war der Leiter des Protokollarischen Dienstes des Ministeriums für Auswärtige Angelegenheiten der DDR.
- 1949–1956 Ferdinand Thun
- 1956–1958 Max Hummeltenberg (1913–2004)[1]
- 1958–1964 Klaus Willerding
- 1964–1969 Manfred Schmidt (* 1930)
- 1969–1973 Horst Hain
- April 1973 bis Oktober 1990 Franz Jahsnowsky (1930–2018)[2]